# Pläterstraße (Rostock)

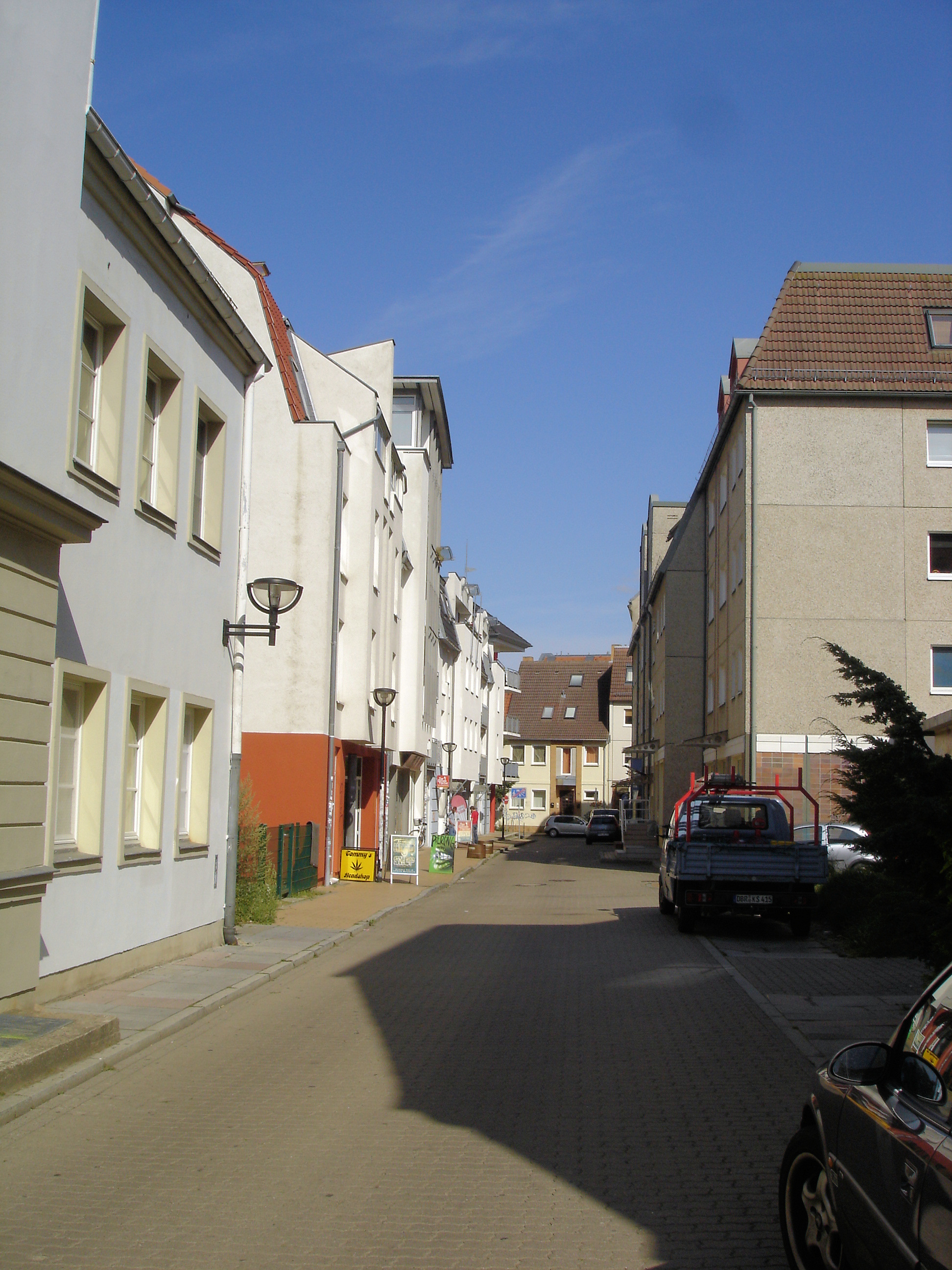
Pläterstraße

Die Pläterstraße in Rostock ist eine kurze und enge Querstraße, die in West-Ost-Richtung die Wokrenterstraße mit der Lagerstraße verbindet. Sie ist Teil der einstigen Rostocker Neustadt.
Die Pläterstraße wurde unter ihrem Namen 1501 ersterwähnt, ohne ihren Namen aber bereits 1280. Der Name der Pläterstraße ist schwer zu deuten, möglich ist, dass er sich auf das Gewerbe des Platners, des Herstellers von Rüstungen bezog. Die Pläterstraße besaß einen ausgesprochenen Querstraßencharakter, was dadurch unterstrichen wurde, dass ein Teil ihrer Bebauung nur aus Achter-, also Hinterhäusern der Straßen, die sie miteinander verbindet, bestand. Der andere Teil waren Buden.
In den Bombennächten Ende April 1942 wurde die Pläterstraße vollständig vernichtet und später mit attraktiven Wohnhäusern wiederbebaut.